# La Vampire indienne
 (juillet 2025).
Pour plus de détails, voir Fiche technique et Distribution.
La Vampire indienne (La vampira indiana) est un film de western muet italien réalisé par Roberto Roberti, sorti en 1913.

## Fiche technique
- Titre : La Vampire indienne
- Totre original : La vampira indiana
- Réalisation : Roberto Roberti
- Pays de production : Italie
- Format : Noir et Blanc, muet
- Date de sortie : 1913

## Distribution
- Bice Waleran : l'Indienne
- Antonietta Calderari
- Frederico Elvezi
- Antonio Greco (crédité comme Signor Greco)
- Giovanni Pezzinga
- Roberto Roberti
- Angiolina Solari

## Autour du film
Il s'agit vraisemblablement du premier western italien, tourné par Roberto Roberti, le père de Sergio Leone. Bice Waleran, qui joue le rôle de l'Indienne, est l'épouse du réalisateur et la future mère de Sergio Leone.